# تومي داوسون
تومي داوسون (بالإنجليزية: Tommy Dawson)‏ (15 ديسمبر 1901 بدورهام، إنجلترا في المملكة المتحدة - 30 نوفمبر 1977) هو لاعب كرة قدم بريطاني (وحمل سابقاً جنسية المملكة المتحدة لبريطانيا العظمى وأيرلندا) في مركز الدفاع. لعب مع ستوك سيتي ونادي ليتون أورينت ونادي غيتزهد وWashington F.C. ‏.